# Hendrick van Uylenburgh
Hendrick van Uylenburgh (ur. ok. 1587, zm. 1661) – wpływowy marszand holenderski, dopomógł w rozwoju karier wielu malarzy, m.in. Rembrandta, Goverta Flincka i Ferdinanda Bola.
Van Uylenburgh pochodził z Fryzji, jednak jeszcze jako dziecko wyemigrował wraz z rodziną do Krakowa. Uczył się malarstwa, a także dokonywał zakupów dzieł sztuki dla króla Zygmunta III Wazy. Około 1612 roku przeniósł się do Gdańska, natomiast w 1625 powrócił do Holandii, gdzie osiedlił się w Amsterdamie.
Van Uylenburgh został marszandem, zatrudniając malarzy, którzy pracowali w jego studiu. W 1631 roku w tym samym celu do jego domu przeniósł się Rembrandt. Został on najważniejszym malarzem pracującym dla van Uylenburgha, a w 1634 roku poślubił jego bliską krewną (kuzynkę lub bratanicę/siostrzenicę), Saskię van Uylenburgh.
Po jego śmierci rodzinny interes przejął jego najstarszy syn Gerrit van Uylenburgh.
W 2006 roku muzeum Rembrandthuis urządziło wystawę poświęconą Hendrickowi van Uylenburgh i jego synowi Gerritowi. Wystawa ta była również eksponowana w Dulwich Picture Gallery w Londynie.